# Oosterdijk
Oosterdijk – wieś w Holandii, w prowincji Holandia Północna, w gminie Enkhuizen, nad IJsselmeer. W 2008 roku liczyła 100 osób. Wieś zajmuje powierzchnię 2,57 km².